# Estació d'Aragó (històrica)
L'Estació d'Aragó fou una de les estacions de ferrocarril de la Companyia de Ferrocarril Central d'Aragó i el terminal a València. Es construí el 1902 a una de les ramificacions de la séquia de Mestalla, lloc que actualment ocupa l'avinguda d'Aragó. Tancada el 1968, fou demolida l'any 1974.
L'autor de l'estació fou Joaquín Maria Belda Ibáñez, autor també de l'estació dels ferrocarrils econòmics de Santa Mònica (1892) amb semblant estil esclèctic d'influència neoclàssica, però amb una major grandesa i sobrietat decorativa. L'Estació del Central d'Aragó era el punt d'eixida de totes les comunicacions per ferrocarril de via ampla cap Aragó i Catalunya.
Estava situada a l'actual plaça de Saragossa, al final del passeig de l'Albereda, en una gran plaça a la que s'arribava des del nou pont d'Aragó, també anomenat d'Aragó i construït als anys 30, i al costat del principi del Camí del Grau.
L'edifici destacava pel seu sentit sobri i majestuós, feta en un estil classicista, típica de la trajectòria de Belda, immersa en l'eclecticisme de l'època. Així, al revés del que ocorre al cos central sobresortint de l'Estació de Santa Mònica (coneguda com la del Pont de Fusta) a la d'Aragó gairebé no es ressalta, encara que si el destaca per mitjà de pilastres. Un cos central, compost per nou buits d'arc de mig punt, dels quals tres corresponien al cos central, es rematava als extrems per dos cossos sortints, d'un buit, que a manera de torres, i que al seu torn eren els cossos laterals de l'edifici, creaven una espècie de vestíbul obert on destacava la marquesina central. En aquests cossos laterals s'obrien quatre buits corresponents amb les tres altures de l'edifici, ja que al primer pis n'hi havia dos.
L'edifici es rematava amb una balustrada, excepte al cos central on hi havia ampit sòlid amb frontó realçat de perfil corb i òcul central.
El 2003 s'hi inaugurà una nova estació de metro subterrània que prengué el seu nom, l'estació d'Aragó.